# Vuelta Ciclista a Venezuela
Die Vuelta a Venezuela oder auch Vuelta Ciclista a Venezuela (dt. Venezuela-Rundfahrt) ist ein venezolanisches Straßenradrennen für Männer.
Das Etappenrennen wurde 1963 zum ersten Mal ausgetragen und findet seitdem jährlich im Herbst statt. Organisator ist die Federacion Venezolana de Ciclismo, der venezolanische Radsportverband. Seit 2005 zählt die Rundfahrt mit kurzen Unterbrechungen zur UCI America Tour und ist in die Kategorie 2.2 eingestuft. Rekordsieger sind José Chacon und Olinto Silva, die das Rennen jeweils dreimal für sich entscheiden konnten.

## Palmarès
| Jahr | Sieger                    | Zweiter           | Dritter             |
| ---- | ------------------------- | ----------------- | ------------------- |
| 1963 | Gregorio Carrizalez       | Máximo Romero     | Silvio Rodríguez    |
| 1964 | Domingo López             |                   |                     |
| 1965 | Armando Blanco            |                   |                     |
| 1966 | Félix Bermúdez            |                   |                     |
| 1967 | Nicolas Reidtler          |                   |                     |
| 1968 | Fernando Fontes           |                   |                     |
| 1969 | Luis Villarroel           |                   |                     |
| 1970 | Santos Bermúdez           | Nicolas Reidtler  | Fernando Fontes     |
| 1971 | Nicolas Reidtler          |                   |                     |
| 1972 | Cirilo Correa             |                   |                     |
| 1973 | Víctor Rubiano            |                   |                     |
| 1974 | Luis Vivas                | Nicolas Reidtler  | Fabio Navarro       |
| 1975 | Ramón Ramírez             |                   |                     |
| 1976 | Ramón Noriega             |                   |                     |
| 1978 | Juan Arroyo               | Mario Medina      | Leonardo Bonilla    |
| 1979 | Claudio Pérez             |                   |                     |
| 1980 | Olinto Silva              |                   |                     |
| 1981 | Olinto Silva              |                   |                     |
| 1982 | Enrique Campos            | Eduardo Cuevas    | Juan Arroyo         |
| 1983 | Olinto Silva              | José Lindarte     | Enrique Campos      |
| 1984 | Elio Villamizar           |                   |                     |
| 1985 | Elio Villamizar           |                   |                     |
| 1986 | Mario Medina              |                   |                     |
| 1987 | José Lindarte             |                   |                     |
| 1988 | Richard Parra             | Samuel Cabrera    | Enrique Aja         |
| 1989 | Enzo Rivas                | Roberto Gaggioli  | Franco Vona         |
| 1990 | Enrique Campos            |                   |                     |
| 1991 | Julio Ernesto Bernal      | Carlos Maya       | José Lindarte       |
| 1992 | Julio Ernesto Bernal      |                   |                     |
| 1993 | Omar Pumar                |                   |                     |
| 1994 | Joselin Saavedra Corredor |                   |                     |
| 1995 | Luis Alfredo López        |                   |                     |
| 1996 | Pastor Linares            |                   |                     |
| 1997 | Javier Zapata             | Federico Muñoz    | Álvaro Lozano       |
| 1998 | Álvaro Lozano             | Hussein Monsalve  | Manuel Medina       |
| 1999 | Rui Lavarinhas            | Martín Garrido    | Jaime Pinzon Blanco |
| 2000 | Álvaro Lozano             | Yeison Delgado    | Álvaro Sierra       |
| 2001 | José Chacón               | Libardo Niño      | Jairo Pérez         |
| 2002 | Federico Muñoz            | Franklin Chacón   | Manuel Medina       |
| 2003 | José Chacón               | Federico Muñoz    | Tomás Gil           |
| 2004 | Federico Muñoz            | Franklin Chacón   | José Rujano         |
| 2005 | José Chacón               | Artur García      | Ivan Castillo       |
| 2006 | José Serpa                | José Castelblanco | José Chacón         |
| 2007 | César Salazar             | Richard Ochoa     | José Serpa          |
| 2008 | Carlos Ochoa              | Franklin Chacón   | Freddy Vargas       |
| 2009 | José Rujano               | César Salazar     | José Chacón         |
| 2010 | Tomás Gil                 | José Alarcón      | Manuel Medina       |
| 2011 | Pedro Gutiérrez           | Juan Murillo      | José Contreras      |
| 2012 | Miguel Ubeto              | Artur García      | Adelso Valero       |
| 2013 | Carlos Ochoa              | Juan Murillo      | Jonathan Camargo    |
| 2014 | Yonathan Salinas          | Carlos Gálviz     | John Nava           |
| 2015 | José Alarcón              | Luis Díaz         | Yonathan Salinas    |
| 2016 | Yonathan Monsalve         | José García       | José Alarcón        |
| 2017 | Carlos Torres             | Anderson Paredes  | Rodolfo Fernandez   |
| 2018 | Matteo Spreafico          | José Alarcón      | Anderson Paredes    |
| 2019 | Orluis Aular              | Carlos Gálviz     | Yonathan Salinas    |
| 2020 | Orluis Aular              | Roniel Campos     | Yurgen Ramírez      |
| 2021 | Jorge Abreu               | Carlos Torres     | Pedro Gutiérrez     |
| 2022 | Luis Gómez                | Cesar Sanabria    | Weimar Roldán       |
| 2023 | Cesar Sanabria            | Clever Martínez   | Franklin Chacón     |
| 2024 | Walter Vargas             | Javier Jamaica    | Luis Mora           |
| 2025 |                           |                   |                     |